# Дом де Вержи
Дом де Вержи (фр. Maison de Vergy) — один из старейших французских дворянских родов, первые упоминания о котором относятся к IX веку (а возможно и к VII веку). Название рода происходит от замка Вержи (фр. Château de Vergy), считавшегося неприступным, который располагался в гористой местности около Бона в Бургундии (рядом с современным городом Рёль-Вержи). Первая крепость на этом месте была построена ещё в римскую эпоху. Замок был разрушен в 1609 году, сейчас от него практически ничего не осталось.
Первым известным сеньором Вержи был Гверин (Варин) из Вержи, брат майордома Нейстрии Эброина (ум.681). Он упоминался в 674 году. Но постоянные упоминания о сеньорах Вержи относятся к IX веку. Существовало 3 дома Вержи.

## Первый дом де Вержи
Происхождение первого дома Вержи довольно запутанно. Сейчас наибольшей популярностью пользуется версия, что родоначальником его был Адалард (ум. ок. 763), вероятно сын Хильдебранда I, брата майордома Карла Мартела. Карл в 733 году передал Адаларду графство Шалон, которым позже владели многие представители рода. Адалард активно участвовал в борьбе Пипина Короткого против герцога Аквитании Вайфера, в результате чего он погиб, защищая Шалон.
Сыном или внуком Адаларда возможно был Гверин (Варин) I (ок.760 — после 819), сеньор де Вержи, граф де Шалон, хотя есть и другие версии его происхождения. В источниках часто путают с одноимённым сыном, Гверином II (ум.853), неясно, какие известия относятся к кому. Гверин I был женат на Альбане, возможно дочери Итье, графа Оверни, благодаря чему или Гверин I, или Гверин II унаследовали Овернь.

Гверин II был очень заметной фигурой в Бургундии, объединив в своих руках несколько бургундских графств. Он принимал активное участие в борьбе между императором Людовиком Благочестивым с сыновьями. Вначале он был сторонником Лотаря I, именно Гверин увез в 830 году в ссылку в Пуатье императрицу Юдифь. После раздела 831 году его влияние в Бургундии значительно выросло. Но в 834 году Гверин перешел на сторону императора, защищая город Шалон от армии Лотаря. Но несмотря на это город был захвачен и опустошен. Лотарь пощадил Гверина, но обязал его принести присягу верности.

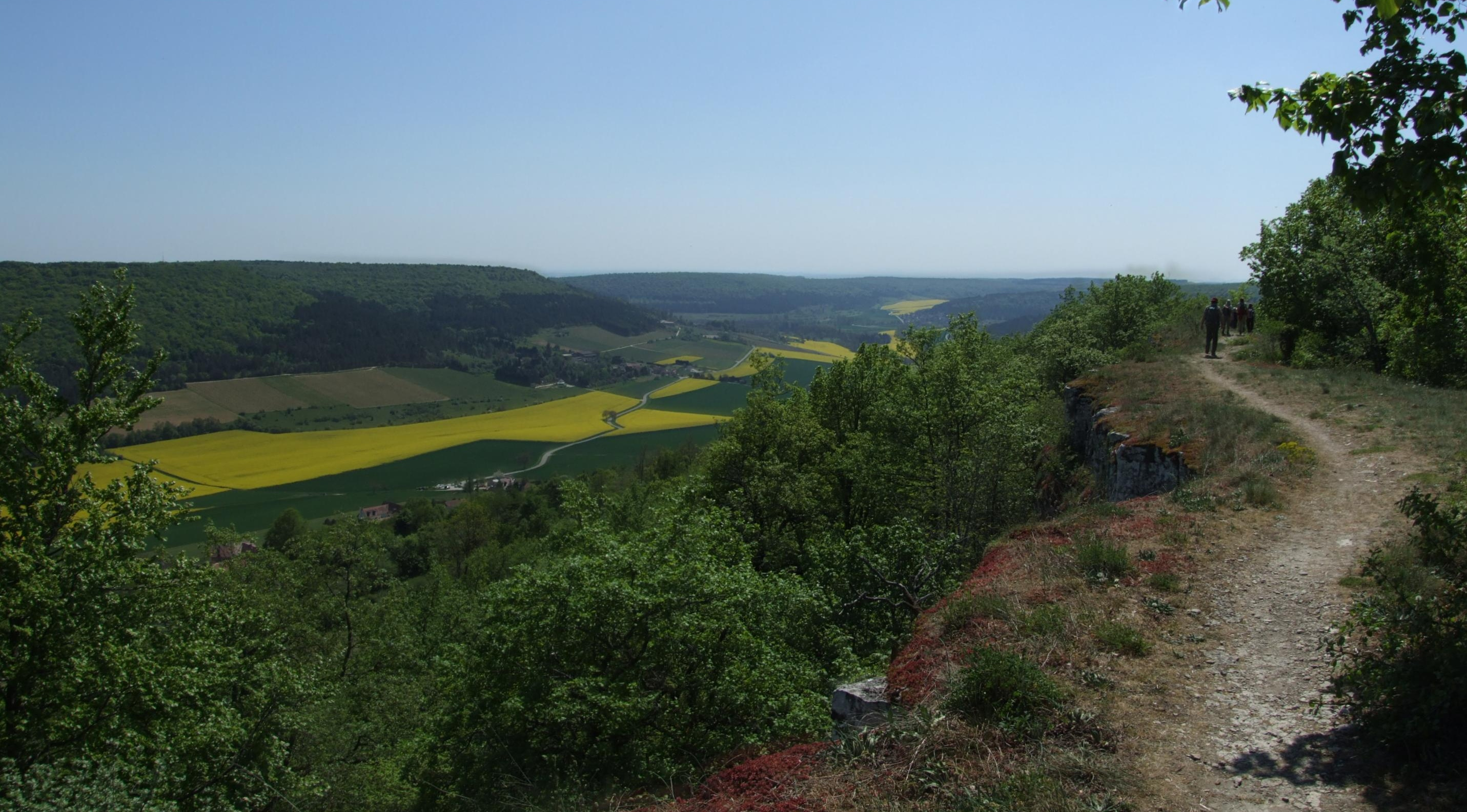
Место, где находятся руины замка Вержи

В 835 году Гверин назван графом Шалона, хотя, скорее всего, он получил графство после смерти отца. В 835/840 году он отсутствовал в Бургундии, находясь в Лионе, Вьенне, Тулузе. В хронике в 840/842 году он упоминается с как маркграф («герцог») Бургундии («dux Burgundiae potentissimus») и Тулузы («dux Tolosanus»). В это время он распространил своё влияние до Роны и Готии.
После смерти императора Людовика в 840 году Гверин переходит на сторону Карла Лысого, присягнув ему на верность в Орлеане. В 841 году он участвовал в битве при Фонтенуа в армии Карла Лысого и Людовика Немецкого против императора Лотаря. За это он после подписания Верденского договора в 843 году получил графства Отён, Осон и Десмуа, что вместе с уже имеющимися у него графствами Макон, Шануа и Мермонтуа делает его самым могущественным феодалом в Бургундии. С этого момента Гверин становится маркграфом или маркизом Бургундии.
В 850 году Гверин послал своего старшего сына Изембарта в Готию против Гильома, сына Бернарда Септиманского, восставшего против Карла. Изембарт попал в плен, но вскоре ему удалось бежать. Собрав большие силы он захватил Гильома, который вскоре был казнён по приказу короля.
После смерти Гверина его владения переходят к Изембарту (815—858), но о его правлении практически ничего не известно.
В конце IX века выдвинулся Манасия I де Вержи (ок. 860—918). Скорее всего он был внуком Гверина I, хотя существуют и другие версии его происхождения. Манасия I женился на дочери Бозона Вьеннского, благодаря чему ему удалось получить в 887 году несколько бургундских графств — Шалон, Бон и Осуа. В 894 году он получил ещё и Лангр. Его брат Вало (ум. 919) в 895 году стал епископом Отёна, что ещё больше упрочило позиции дома Вержи в Бургундии. Манасия признал своим сюзереном Ричарда Заступника, который поддержал Манасию в борьбе против епископа Лангра Теобальда, с которым соперничал брат Манасии — Вало, епископ Отёна. В 911 году Манасия принимал участие в битве при Шартре, в которой Ричард Заступник разбил вождя норманнов Роллона.
После смерти Манасии его владения были разделены между сыновьями. Старший, Вало (ум. 924) унаследовал Шалон, Жильбер (ум. 956) получил графство Авалон, Манасия II Младший (ум. 925/936), получил графства Осуа и Дижон, а также Вержи. Младший сын Эрве (ум. после 920) стал епископом Отёна. После смерти Вало в 924 году Шалон переходит к Жильберу. Он женился на дочери Ричарда Заступника, что укрепило его связи с бургундским герцогским домом, хотя в 931 или в 932 году у него и вышел конфликт с королём Раулем, в результате чего Жильбер потерял замок Авалон. При этом Жильбер оставался верным вассалом герцога Гуго Чёрного. После смерти бездетного Гуго Бургундия переходит Жильберу. Но у него не было сыновей, поэтому ещё при жизни Жильбер передал все права на герцогство Гуго Великому, который женил на старшей дочери Жильбера, Лиегарде, своего второго сына Оттона, который в итоге унаследовал после смерти Жильбера в 956 году Бургундию. Вторая дочь, Аделаида, вышла замуж за Ламберта, младшего сына виконта Дижона Роберта. По решению короля Лотаря Шалон унаследовал Ламберт, хотя на Шалон претендовал также граф Мо Роберт де Вермандуа, женатый на младшей дочери Жильбера, Адели/Верре. В итоге Роберту досталось графство Труа.
После смерти Манасси II Вержи унаследовал его сын Рауль (ум. 970). После смерти его бездетного сына Жерара (ум. 1023) род угас.

## Второй дом де Вержи
Его родоначальником были 2 незаконных сына герцога Бургундии Эда-Генриха — Эд (ум. ок. 1006), виконт Бона, и Генрих (ум. ок. 992). Сын Генриха Умберт (ум.1060) после прекращения первого дома де Вержи получил в 1023 году Вержи. В 1030 году он стал епископом Парижа, а Вержи перешло к его двоюродному брату Жану (ум. ок. 1053), сыну Эда. В 1053 году ему наследовал сын Роберт (ум.1070), оставившего единственную дочь Елизавету (ум.1119). Она вышла замуж за Саварика де Донзи (ум. ок. 1120), ставшего родоначальником третьего дома де Вержи.

## Третий дом де Вержи

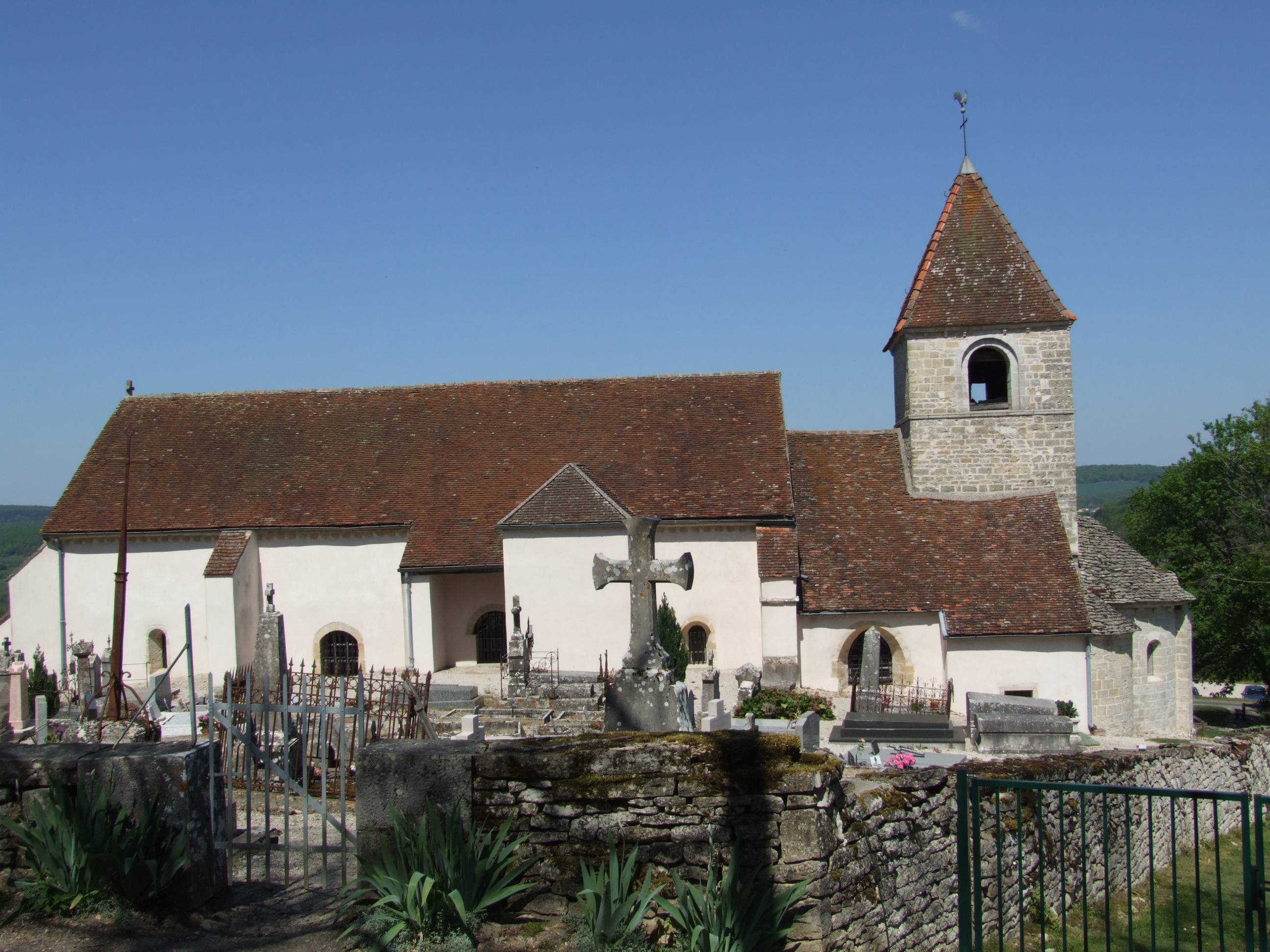
церковь Сен-Сатурнин

Его родоначальником был Саварик де Вержи (ум. ок. 1120), дядя по матери графа Шалона Жоффруа II де Донзи, сеньор де Шатель-Сенсуа, получивший Вержи в результате женитьбы на наследнице Вержи, Елизавете. Жоффруа для того, чтобы раздобыть деньги для участия в Крестовом походе, заложил брату часть графства. Саварик, в свою очередь, занял деньги под половину своего приобретения у епископа Готье де Куше. Наследники Саварика продали оставшуюся часть Шалона герцогу Бургундии Гуго II.
Король Франции Людовик VII считал замок Вержи самой неприступной из крепостей королевства. Папа Александр III находил там убежище в 1159 году. В этой эпохе построена церковь Сен-Сатурнин, существующая до сих пор.
В 1185 году герцог Бургундии Гуго III безуспешно осаждал Вержи 18 месяцев, желая вынудить Гуго I де Вержи (1141—1217) платить ему дань. В итоге вмешался король Филипп II Август, вынудив герцога снять осаду.
В 1199 году герцог Бургундии Эд III женился на дочери Гуго I де Вержи, Алисе (1170—8 марта 1252). В 1198 году Гуго I уступил Вержи Алисе и её мужу, благодаря чему Вержи перешла герцогам Бургундии.
В XII веке дом Вержи разделился на несколько линий.

### Сеньоры де Бомон
Родоначальником ветви был Симон II де Вержи (ум. ок. 1187), сеньор де Бомон, младший брат Гуго I де Вержи. Ветвь угасла после смерти его внука Гуго в XIII веке.

### Сеньоры де Миребо, де Фловен и де Шамплит
Родоначальником был один из сыновей Гуго I де Вержи, Гильом I де Вержи (1180—1240), сеньор де Миребо, де Фловен и де Шамплит, сенешаль Бургундии. При его правнуках род разделился: младший сын, Гильом III, получил Миребо (ветвь угасла после смерти в 1374 году его внука Гильома де Вержи), старший, Анри II, получил Фловен и Шамплит. Его потомок Франсуа де Вержи (1530—1591) получил титул граф де Шамплит. Род угас в 1630 году после смерти Клериардиуса де Вержи (1579—1630), графа де Шамплита.

## Представители рода

### Сеньоры де Вержи
Первый дом де Вержи
- ??? — после 719: Гверин I (ок. 760 — после 819), граф Шалона, граф Оверни с 818
- 8??—893: Теодорик (ум. 883), сеньор де Вержи
- 893—918: Манасия I Старый (ок. 860—918), граф Атье, Осуа, Авалуа, Бона, Шалона, Десмуа и Ошере в 887—918, сеньор де Вержи с 893, граф Лангра с 894
- 918—925/936: Манассия II Молодой (ум. 925/936), граф Осуа и Дижона, сеньор Вержи с 918, сын предыдущего
- 925/936—970: Рауль (ум. 970), граф Осуа и Дижона, сеньор Вержи с 925/970, сын предыдущего
- 970—1023: Жерар (ок. 950—1023), сеньор де Вержи с 970, сын предыдущего

Второй дом де Вержи
- 1023—1030: Умберт (ум. 1060), сеньор де Вержи 1023—1030, епископ Парижа с 1030, внук Эда Генриха, герцога Бургундии
- 1030—1053: Жан I (ум. ок. 1053), сеньор де Вержи с 1030, двоюродный брат предыдущего, сын Эда, виконта Бона
- 1053—1070: Роберт (ум. 1070), сеньор де Вержи, сын предыдущего
- 1070—1119: Елизавета (ум. 1119), дама де Вержи, дочь предыдущего

Третий дом де Вержи
- 1070—1119: Саварик де Вержи (ум. ок. 1120), сеньор де Шатель-Сенсуа, сеньор де Вержи 1070—1119, муж предыдущей
- 1119—1131: Симон I (ум. ок. 1131), сеньор де Вержи с 1119, сын предыдущего
- 1131—1191: Ги (ок. 1105—1191), сеньор де Вержи с 1131, сын предыдущего
- 1168—1198: Гуго I (ок. 1141—1217), сеньор де Вержи 1191—1198, сын предыдущего
- 1198—1252: Алиса (1170—1252), дама де Вержи с 1198, дочь предыдущего

### Графы де Шалон
- 733—763: Адалард (ум. 763)
- ?—ок. 719: Гверин I (ум. ок. 719)
- 835—853: Гверин II (ум. 853)
- 853—858: Изембарт (815—858)
- 887—918: Манасия I Старый (ум. 918)
- 918—924: Вало (ум. 924)
- 924—956: Жильбер (ум. 956)
- 956—987: Аделаида (ок. 928—987)

### Епископы Отёна
- 895—919: Вало (ум. 919)
- 920—929: Эрве (ум. ок. 929)
- 1224—1245: Ги (ум.1245)

### Епископы Парижа
- 1030—1060: Умберт (ум. 1060) (до 1030 сеньор де Вержи)

### Епископы Макона
- 1185—1197: Рено (ум. 1197)

### Архиепископы Безансона
- 1371—1391: Гильом (ум. 1391), кардинал
- 1528—1541: Антуан (ум. 1541)

### Известные представители рода
- Жан III де Вержи (ум. 1418), сенешаль, маршал и губернатор графства Бургундии
- Антуан де Вержи (1375—1439), граф де Даммартен, камергер короля, маршал Франции, рыцарь ордена Руна